# Клинцево (Псковская область)
Кли́нцево — деревня в Великолукском районе Псковской области России. Входит в состав Переслегинской волости.

## География
Расположена на северо-западе района, в 11 километре к северо-западу от райцентра Великие Луки и в 1 километре к северу от волостного центра Переслегино.

## Население
| 2001 | 2002 | 2010 |
| ---- | ---- | ---- |
| 82   | ↗97  | ↘73  |

Численность населения деревни по состоянию на начало 2001 года составила 82 жителя.